# Dziób (góra)
Dziób (niem. Spitzberg, Spitz Berg) – dwuwierzchołkowy szczyt o wysokości ok. 693 i 686 m n.p.m. w południowo-zachodniej Polsce, w Sudetach Środkowych, w Górach Stołowych, w paśmie Zaworów.
Góra położona jest w północno-wschodniej części Zaworów. Tworzy krótki grzbiet o przebiegu południkowym, który na południu, poprzez Rogal łączy się z Mieroszowskimi Ścianami.
Masyw zbudowany jest z górnokredowych (cenoman) piaskowców i mułowców. Niższe partie zboczy od wschodu, północy i zachodu, zbudowane są z piaskowców arkozowych i szarogłazowych triasowych (pstry piaskowiec) barwy czerwonej. W północnej części, powyżej drogi z Mieroszowa do Chełmska przez Łączną, znajdują się naturalne odsłonięcia skalne czerwonych piaskowców triasowych nosząca nazwę Bliźniaczki. Pod oboma wierzchołkami od strony północnej oraz na wschodnich zboczach znajdują się niewielkie, opuszczone kamieniołomy piaskowców.
Cały masyw porośnięty lasem świerkowym, a właściwie monokulturą świerkową. Na północnym wierzchołku od strony wschodniej i południowej oraz w rejonie przełęczy między dwoma wierzchołkami, las został przetrzebiony kilka lat temu i obecnie zarasta młodymi świerkami i brzozami.